# Aarup
Aarup oder Årup ist ein dänischer Ort mit 3209 Einwohnern (1. Januar 2023) im Westen der Insel Fyn (dt. Fünen). Bis 2006 war die Kleinstadt Verwaltungssitz der ehemaligen Aarup Kommune.

## Geografie
Aarup liegt im zentralen Norden der Assens Kommune und bildet das Kirchspiel Årup Sogn. Die Stadt Assens befindet sich (Luftlinie) circa 15 km südwestlich von Aarup, das Zentrum der Großstadt Odense ist ungefähr 21 km entfernt. Bis zum Lillebælt sind es etwa 12 km in westlicher Richtung.
Der Ort liegt in hügeligem Terrain, das nördliche Bebauungsgebiet liegt teils unter 50 m.o.h., während einige Gebäude im Süden von Aarup auf über 90 m.o.h. liegen.

## Geschichte
1425 wurde der Ort erstmals erwähnt unter dem Namen Odorpp.
Im Jahre 1665 hatte Aarup ungefähr 30 Einwohner.
1865 wurde die Dronning Louises Bane, eine Bahnstrecke von Nyborg zunächst bis Middelfart, eröffnet, welche 1872 zum jütischen Festland über  eine Eisenbahnfährverbindung verlängert wurde. Mit Eröffnung der Strecke am 7. September 1865 wurde der Bahnhof in Årup eingeweiht und die Siedlung begann sich von einem Dorf ländlichen Charakters zu einem größeren Ort zu entwickeln. 1971 wurde der Bahnhof zu einer Fahrkartenverkaufsstelle mit Expressgutabfertigung herabgestuft. Zu Beginn der 1980er-Jahre endete der Expressgutversand und die Fahrkartenverkaufsstelle wurde geschlossen. 1991 wurde das alte Bahnhofsgebäude abgerissen und 1995 durch einen Neubau ersetzt.
Durch die günstige Verkehrslage siedelten sich Geschäfte und verschiedene Einrichtungen in Aarup an, welches zunächst aus nur wenigen Häusern nördlich der Bahnschienen bestand und Teil des Kirchspiels Skydebjerg Sogn war. Mehrere Kaufleute kamen in den Ort und ein Arzt, eine Apotheke sowie eine Herberge prägten das Ortsbild.
Durch die Ausweitung des Siedlungsgebietes auch südlich der Strecke und die schnell steigende Bevölkerungszahl wurde beschlossen, eine Kirche im Ort zu bauen. Für diese wurde im Oktober 1902 der Grundstein gelegt und im November 1903 wurde diese eingeweiht. Sie befindet sich im Norden des Bebauungsgebietes von Aarup. 1905 wurde ein Elektrizitätswerk gebaut, 1911 folgte ein Wasserkraftwerk.
1921 hatte Aarup 956 Einwohner, diese Zahl stieg auf 1153 im Jahre 1950. 1966 wurde Aarup zum Verwaltungszentrum der neuen Aarup Kommune. 2006 wurde im Zuge einer Verwaltungsreform die Aarup Kommune in die Assens Kommune eingegliedert und Aarup verlor den Status als Verwaltungssitz. Zu diesem Zeitpunkt hatte die Kleinstadt 2731 Einwohner.

## Fotogalerie

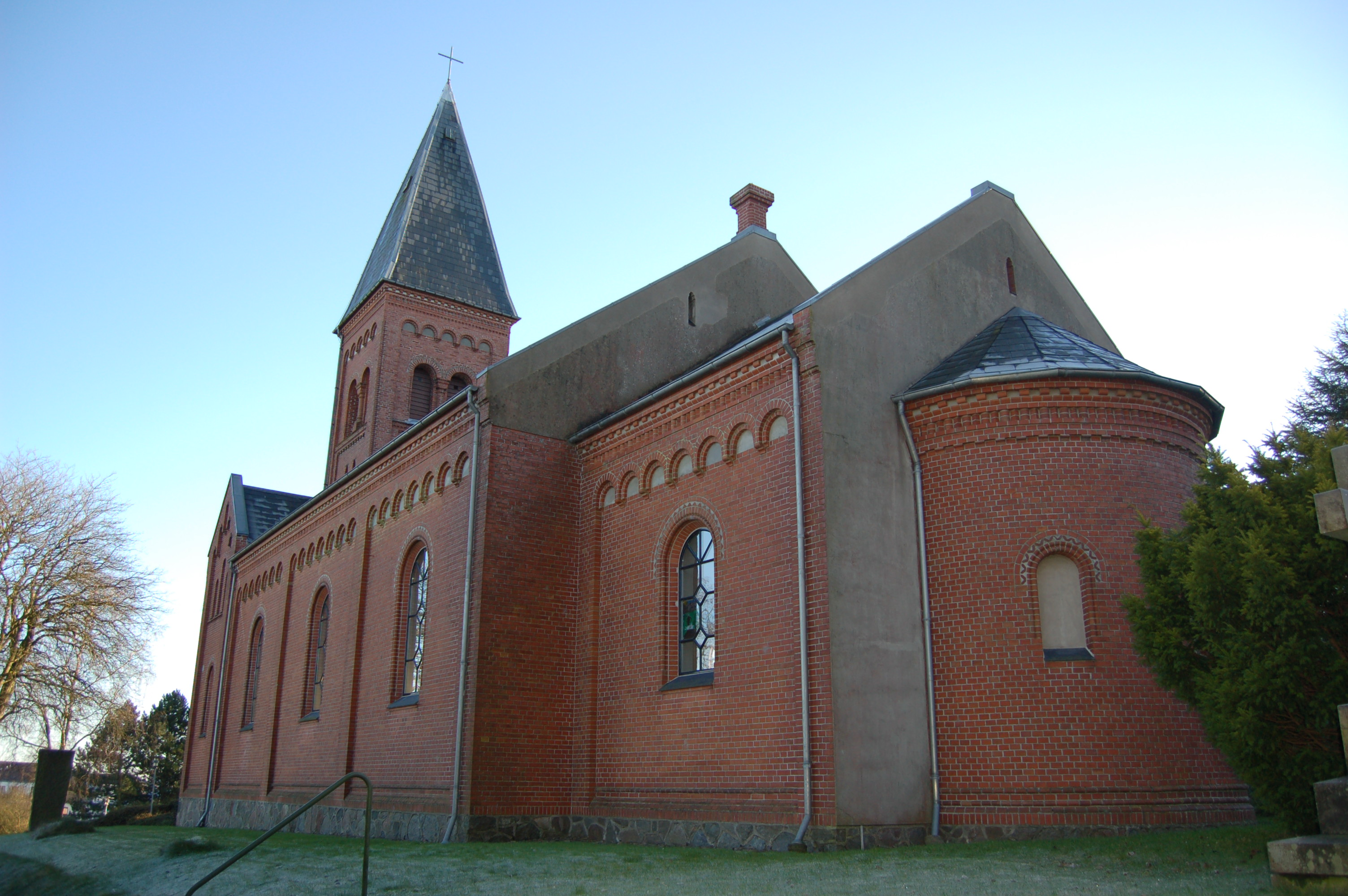
Aarup Kirke
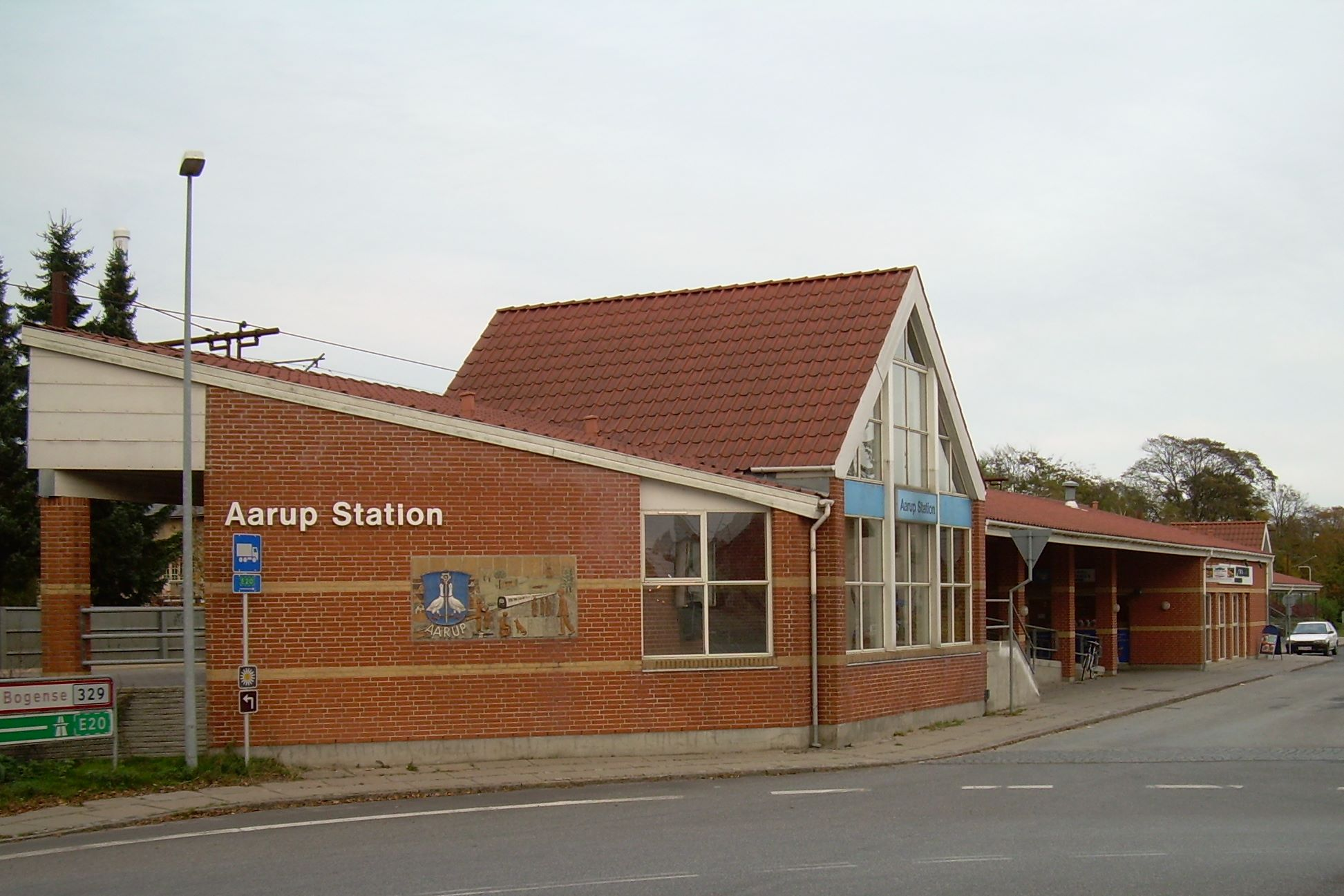
Aarup Station